# Borsbeke
Borsbeke est une section de la commune belge de Herzele dans le Denderstreek sur le Molenbeek située en Région flamande dans la province de Flandre-Orientale. C'était une commune à part entière avant la fusion des communes de 1977.
Le village a été pour la première fois mentionné en 870 comme faisant partie de l’abbaye Saint-Pierre de Gand. L’église gothique date du XVe siècle et possède une tour-lanterne.

## Démographie

### Évolution démographique
- Sources : INS, Rem. : 1831 jusqu'en 1970 = recensements, 1976 = nombre d'habitants au 31 décembre[2].

## Galerie

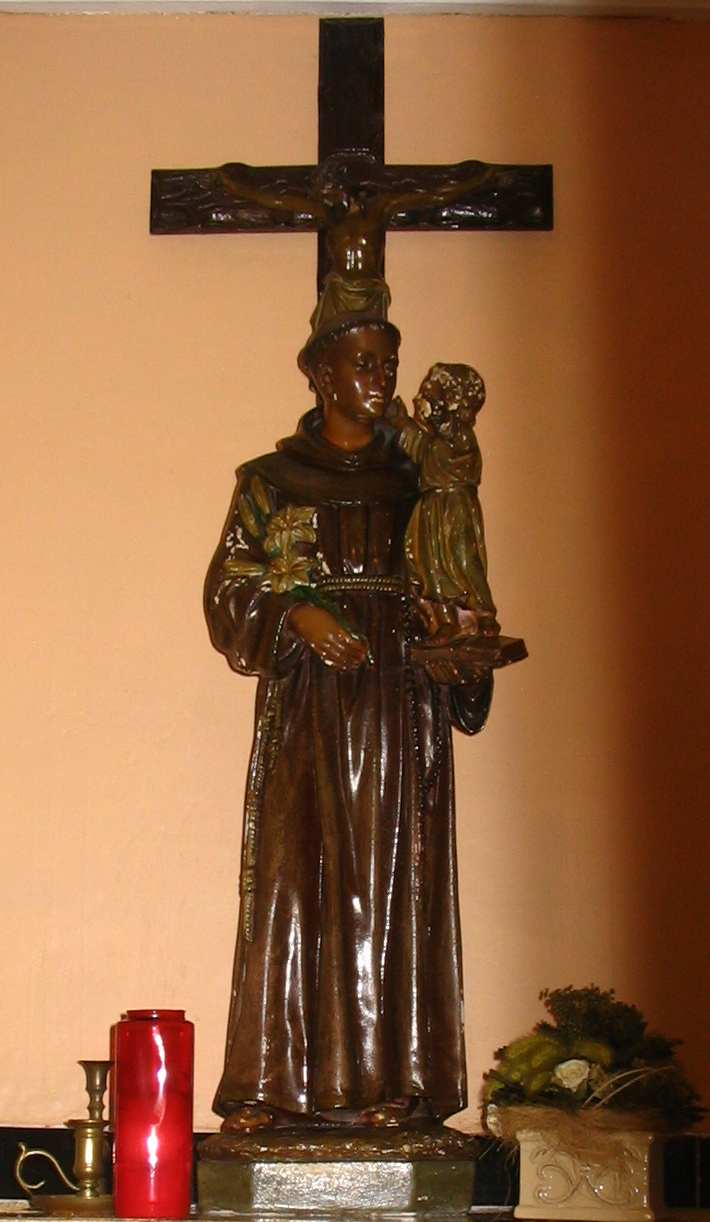
Chapelle Saint-Antoine.
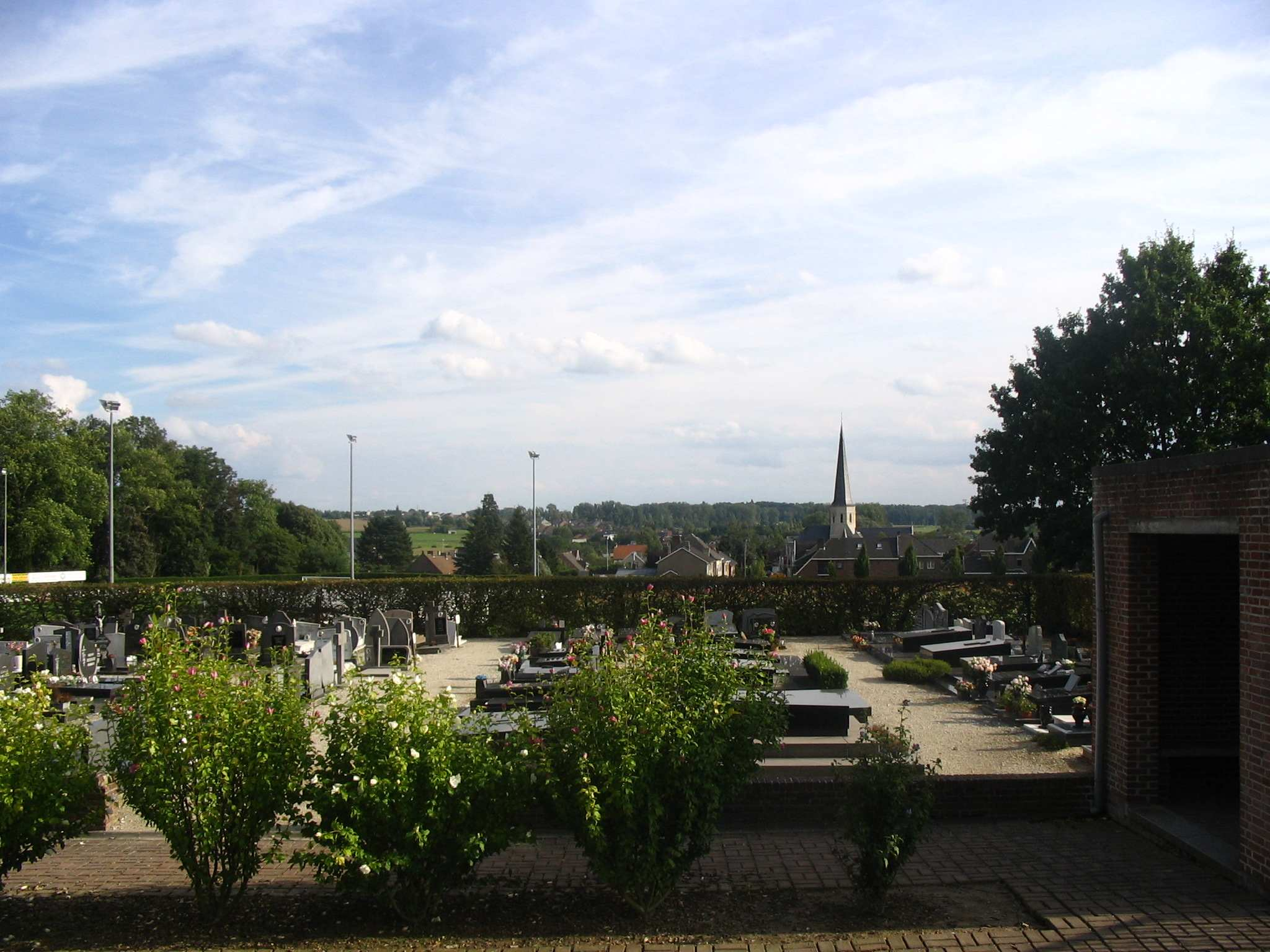
Vue de l’église depuis le cimetière.